# Повеља о правима жене и грађанке
Повеља о правима жене и грађанке, коју је за време Француске револуције 1791. саставила Олимп де Гуж, је први документ који је формулисао заиста опширна људска и женска грађанска права. 
Она је, једноставно, узела Декларацију о правима човека и грађанина и на сваком месту где се помиње мушкарац или човек, додала још и реч жена. Нпр. члан 1. гласи: Жена је рођена слободна и остаје једнака мушкарцу у свим правима. Социјалне разлике могу се оправдати само благостањем заједнице. Ова повеља је касније постигла велики углед у Француској и у целом свету. 
Нажалост, Повеља о правима жене и грађанке је један од главних разлога хапшења њене ауторке од стране Конвента, која је убрзо након тога гиљотинирана. 